# Conostomum
Conostomum es un género de musgos hepáticas de la familia Bartramiaceae. Comprende 28 especies descritas y es estas, solo 9 aceptadas.

## Taxonomía
El género fue descrito por Sw. ex F.Weber & D.Mohr  y publicado en Naturhistorische Reise durch einen Theil Schwedens 121–122. 1804.  La especie tipo es:  Bartramidula wilsonii Bruch & Schimp. 

## Algunas especies aceptadas
A continuación se brinda un listado de las especies del género Conostomum aceptadas hasta diciembre de 2014, ordenadas alfabéticamente. Para cada una se indica el nombre binomial seguido del autor, abreviado según las convenciones y usos.	
- Conostomum cleistocarpum Herzog
- Conostomum crassinervium P. de la Varde
- Conostomum curvirostrum (Mitt.) Mitt.
- Conostomum macrotheca Herzog
- Conostomum magellanicum Sull.
- Conostomum pentastichum (Brid.) Lindb.
- Conostomum perpusillum Cardot & Broth.
- Conostomum pusillum Hook. & Wilson
- Conostomum tetragonum (Hedw.) Lindb.